# Tamara Jelisiejew
Tamara Jelisiejew (ur. 1 listopada 1929 w Głębokiem, zm. 24 stycznia 2007 w Białymstoku) – polska lekarka, specjalistka morfologii z zakresu anatomii prawidłowej, profesor nauk medycznych, prodziekan (1981-1987) i dziekan (1987-1990) Wydziału Lekarskiego Akademii Medycznej w Białymstoku.

## Studia
Tamara Jelisiejew z d. Samkowicz urodziła się w Głębokiem (woj. wileńskie) w rodzinie inteligenckiej. Po wojnie, w ramach repatriacji, wraz z rodziną osiedliła się w Grajewie.
W 1950 zdała maturę i podjęła studia na Wydziale Lekarskim Akademii Medycznej w Białymstoku (AMB) w gronie studentów pierwszego rocznika tej uczelni.
Podczas studiów, będąc na drugim roku, zatrudniła się w Zakładzie Anatomii Prawidłowej Człowieka w charakterze demonstratora, a następnie asystenta.
W 1955 otrzymała dyplom lekarza nr 2/55, z wyróżnieniem. Był to drugi w historii AMB dyplom lekarski.

## Droga rozwoju zawodowo-naukowego
Po ukończeniu studiów kontynuowała pracę w Zakładzie Anatomii Prawidłowej Człowieka pod kierunkiem organizatora i kierownika zakładu w latach 1950–1963 prof. Tadeusza Dzierżykray-Rogalskiego, który wywarł wielki wpływ na ukształtowanie jej sylwetki jako nauczyciela akademickiego oraz na wybór tematyki badań naukowych.
W 1960 uzyskała stopień doktora medycyny na podstawie rozprawy Badania morfologiczne nad mięśniem poprzecznym klatki piersiowej.
Habilitowała się w 1968 na podstawie dysertacji Różnice płciowe krtani człowieka. Tytuł profesora nadzwyczajnego otrzymała w 1982.
Od 1976 do 2000 była kierownikiem macierzystego zakładu, pełniąc te obowiązki do przejścia na emeryturę.

## Praca naukowo-dydaktyczna
Tematyka naukowa obejmowała badania w zakresie morfologii i zmienności w rozwoju osobniczym tkanek miękkich i krtani ludzkiej, jak też ocenę cech somatycznych z uwzględnieniem aspektów antropometrycznych i fizjologicznych płodów, noworodków, dzieci i osób dorosłych.
Była autorem ponad 60 prac naukowych drukowanych w czasopismach krajowych i zagranicznych. Wypromowała pięciu doktorów nauk medycznych.

## Inne funkcje i zajęcia
- Polskie Towarzystwo Anatomiczne – członek Zarządu Głównego, przewodnicząca Oddziału Białostockiego PTA, organizatorka XI Ogólnopolskiego Zjazdu PTA (1977)[7];
- Polskie Towarzystw Antropologiczne – członek[8];
- Polskie Towarzystwo Zoologiczne – członek[8];
- Wydział Lekarski AMB – prodziekan (1981-1987)[5];
- Wydział Lekarski AMB – dziekan (1987-1990)[9];
- Komitet Antropologii PAN – członek;
- Rada Zakładowa Związku Zawodowego Pracowników Służby Zdrowia – członek[1];
- Roczniki AMB – sekretarz redakcji;
- Komisje rekrutacyjne na studia – członek;
- Uroczystości uczelniane – współorganizatorka[10];
- Zjazdy koleżeńskie I rocznika absolwentów AMB (1995, 2000 i 2005) – współorganizatorka[11].

## Odznaczenia
- Krzyż Kawalerski Orderu Odrodzenia Polski;
- Złoty Krzyż Zasługi;
- Medal 30-lecia Polski Ludowej;
- Odznaka honorowa „Za wzorową pracę w służbie zdrowia”[11].

## Epitafium
„Zawsze była wzorem naukowca niezwykle skromnego, nauczyciela akademickiego o najwyższej etyce zawodowej (…). Po przejściu na emeryturę utrzymywała nadal żywe kontakty z Zakładem, wykazując wielką życzliwość w stosunku do byłych współpracowników. Aktywnie uczestniczyła w spotkaniach pierwszych absolwentów Akademii; bardzo chciała by przetrwała nić, która połączyła nas wszystkich w trakcie studiów. Myślała też o zjeździe w 2007 roku; los zrządził inaczej.”
Teresa Kurowska-Dąbrowska, koleżanka z grona pierwszych absolwentów AMB.
Zmarła 24 stycznia 2007, pochowana na Cmentarzu Prawosławnym przy ul. Wysockiego w Białymstoku.